# آنا تسيفيليوفا
آنا إيفجينيفنا تسيفيليوفا (بالروسية: Анна Евгеньевна Цивилёва، ني بوتينا، Путина؛ من مواليد 9 مايو 1972) هي مسؤولة حكومية روسية. وهي ابنة عم الرئيس فلاديمير بوتن.
في عام 2023، عينها الرئيس بوتن رئيسة لصندوق الدولة لقدامى المحاربين في الغزو الروسي لأوكرانيا. وفي العام التالي، عينت نائبة لوزير الدفاع.

## السيرة الذاتية
ولدت في 9 مايو 1972 في إيفانوفو لعائلة من الجراحين. كان والدها يفغيني ميخائيلوفيتش بوتن (1933-2024)، طبيب مسالك بولية وابن عم فلاديمير بوتن. تخرجت من أكاديمية إيفانوفو الطبية الحكومية بدرجة في الطب النفسي. منذ عام 1996، عملت كطبيبة نفسية في مستشفى بوغورودسكوي للأمراض النفسية في إيفانوفو.
بعد وصول فلاديمير بوتن إلى السلطة، انتقلت إلى موسكو وبدأت في توفير المعدات الطبية، وعملت كمديرة في شركة ميدتخسناب المملوكة للدولة، ثم في شركة ديجيميد الخاصة. قبل عام 2023، لم يكن لدى تسيفيليوفا أي خلفية عسكرية معروفة أو علاقة بمسائل الدفاع.
في 3 أبريل 2023، عينها بوتن رئيسة لصندوق الدولة الذي تمت إنشاؤه حديثًا لدعم المشاركين في العملية العسكرية الخاصة "مدافعو الوطن".
في 17 يونيو 2024، عينت نائبة لوزير الدفاع. يُقال إن هذا التعيين أثار انتقادات مكتومة داخل الصحافة الروسية بسبب المحسوبية التي "اختبر حتى التسامح الروسي مع الممارسات الفاسدة". في 17 أغسطس 2024، أفادت وزارة الدفاع البريطانية أن تسيفيليوفا تمت ترقيتها إلى منصب وزيرة الدولة بوزارة الدفاع، مع استمرارها في الاحتفاظ بدورها كنائبة لوزير الدفاع. في هذا الدور الجديد، هي المسؤولة بشكل أساسي عن علاقة وزارة الدفاع بالهيئة التشريعية الروسية والهيئات الحكومية الأخرى.

## الأسرة
تسيفيليوفا متزوجة من سيرجي تسيفيليوف، وزير الطاقة الروسي والحاكم السابق لمنطقة كيميروفو.

## العقوبات
في 29 يونيو 2022، بعد الغزو الروسي لأوكرانيا، تم وضع تسيفيليوفا وشركتها لتعدين الفحم، على قائمة عقوبات المملكة المتحدة لـ "الاستفادة بشكل كبير" من علاقتهما مع بوتن.
في 18 ديسمبر 2023، فرض الاتحاد الأوروبي عقوبات على تسيفيليوفا ومؤسسة "المدافعين عن الوطن".